# Magna Graecia

Italy vào khoảng năm 600 TCN

Magna Græcia (tiếng Latinh có nghĩa là "Đại Hy Lạp"; tiếng Hy Lạp: Ἑλλάς Μεγάλη, Megálē Hellas) là tên các khu vực ven biển miền nam Ý trên Vịnh Tarentine được những người định cư Hy Lạp xâm chiếm làm thuộc địa, đặc biệt là các thuộc địa Tarentum, Crotone, và Sybaris của người Achaea, lỏng lẻo hơn, là thành phố Cumae và Neapolis về phía bắc. Những người thực dân, bắt đầu di cư tới khu vực này trong thế kỷ thứ 8 trước công nguyên, mang theo nền văn minh Hy Lạp của họ, đã để lại một dấu ấn lâu dài tại Ý, đặc biệt là những ảnh hưởng đến văn hóa La Mã cổ đại.

## Liên kết
- Map
- Italy rediscovers Greek heritage
- Gaze On The Sea Lưu trữ ngày 7 tháng 1 năm 2011 tại Wayback Machine Salentinian Peninsula, Greece and Greater Greece (in Italian, Greek and English)
- Oriamu pisulina, traditional Griko song performed by Ghetonia
- Kalinifta, traditional Griko song performed by amateur local group